# Samir Bakaou
Samir Bakaou (arabe : سمير بكاو), né le 17 octobre 1954, à Sousse, est un footballeur tunisien qui a joué comme milieu de terrain.
Principalement connu pour ses passages avec le club suédois GAIS, Bakaou est le meilleur buteur de la Division 2 (en) Södra 1985 avec vingt buts. Il a également représenté l'équipe nationale tunisienne. Bakaou a joué à ses débuts au niveau du club tunisien de l'Étoile sportive du Sahel, puis dans le club émirati d'Al Wahda et le club suédois du Västra Frölunda IF.

## Biographie

### Début de carrière
Bakaou commence sa carrière à l'Étoile sportive du Sahel depuis sa ville natale de Sousse, où il joue dans les années 1970 et au début des années 1980,, Très tôt, il est considéré comme l'un des joueurs les plus prometteurs de Tunisie : lorsque l'équipe nationale du Brésil visite la Tunisie en 1970, Pelé prédit que Bakaou aurait un brillant avenir. Il fait ses débuts avec l'équipe nationale de Tunisie en 1973 et obtient 45 sélections, sa dernière apparition étant un match amical contre l'équipe nationale d'Égypte le 15 mars 1989. Nommé meilleur joueur de Tunisie en 1978 et 1981, il manque la coupe du monde 1978 en Argentine en raison d'une blessure à l'aine. Il devient également capitaine de l'équipe nationale.

### Carrière en Suède
Au début des années 1980, Bakaou est recruté par Al-Wahda, un club des Émirats arabes unis, mais tous les joueurs étrangers sont interdits dans le pays en 1984. L'entraîneur-chef du club suédois GAIS, Bo Falk (sv), entend parler de Bakaou par Ruben Alexandersson (sv), un ami de l'époque de Falk au Kalmar FF, qui passe ses vacances chaque année en Tunisie depuis 1977 et avait gardé un œil sur Bakaou. GAIS, alors en Division 2 (en) Södra, saisit l'opportunité et, au printemps 1984, Bakaou signe avec le club,. Il fait ses débuts contre Landskrona BoIS dans un match nul (1-1) et marque quatre buts lors de sa première année,.
En 1985, Bakaou joue au milieu de terrain aux côtés du défenseur Lenna Kreivi (sv) et forme un solide partenariat avec les attaquants Ulf Köhl (sv) et Steve Gardner (en), connu sous le nom de « triangle d'or ». Il remport le titre de meilleur buteur de la division Södra avec vingt buts et est nommé meilleur joueur de la ligue et meilleur joueur de GAIS, recevant le prix Årets Makrill. GAIS se qualifie pour les barrages de promotion à l'Allsvenskan mais perd contre Djurgården aux tirs au but après deux matchs nuls.
En mai 1986, Bakaou se déchire le ligament croisé antérieur et est absent pendant six mois. Il ne joue que six matchs pour le GAIS en 1986 et ne reçoit pas de nouveau contrat, car le club juge trop risqué de re-signer le joueur de 32 ans, sujet aux blessures,. En 1987, le Västra Frölunda IF, nouvellement promu en Allsvenskan, recrute Bakaou, mais il est mécontent de sa place dans le club et aspire à retourner au GAIS.
En 1988, le GAIS est promu en Allsvenskan et Bakaou fait son retour avec l'équipe. Au cours de la saison, il risque l'expulsion de Suède, les joueurs ne pouvant obtenir de permis de séjour que pour quatre ans. Le GAIS fait appel des décisions et, comme Bakaou est rentré en Tunisie pendant les mois d'hiver, ils parviennent à contourner la réglementation. Pour rester dans le pays, Bakaou travaille également au restaurant Le Sportif de Göteborg, tenu par son ami et entraîneur personnel Ridha Chebil,. Le GAIS termine huitième et reste en Allsvenskan, Bakaou inscrivant dix buts et devenant ainsi le meilleur buteur de l'équipe.
En 1989, le GAIS concourt pour le top 3 de l'Allsvenskan. Il perd la demi-finale contre le Malmö FF, mais obtient une place en coupe UEFA 1990-1991. Bakaou prévoit de prendre sa retraite après la saison, mais est persuadé de rester une année de plus. Cependant, à l'été 1990, il se blesse au genou à l'entraînement. À l'automne 1990, lorsque le GAIS joue contre le Torpedo Moscou au premier tour de la coupe UEFA, Bakaou est contraint de quitter le match sur le score de 4-0 pour le Torpedo,. Il annonce sa retraite du football peu après et retourne à Sousse, sa ville natale, où il refuse un poste dans son ancien club, l'Étoile sportive du Sahel.

### Carrière d'entraîneur
En 1991, Bakaou est nommé entraîneur des jeunes de son ancien club d'Al-Wahda aux Émirats arabes unis. Il y reste pendant sept ans, menant les équipes de jeunes du club à plusieurs succès. Après cela, il est entraîneur des jeunes et entraîneur adjoint de l'équipe première d'Al Jazira à Abu Dhabi. Plus tard, il devient recruteur pour l'agent sportif suédois Mats Thyrén.

## Bilan aux tournois de la FIFA
| Année | Concours                              | Applications | But |
| ----- | ------------------------------------- | ------------ | --- |
| 1982  | Qualifications pour la coupe du monde | 2            | 0   |
| Total | Total                                 | 2            | 0   |